# Кашина Чокера (Кремона)
Кашина Чокера је насеље у Италији у округу Кремона, региону Ломбардија.
Према процени из 2011. у насељу је живело 31 становника. Насеље се налази на надморској висини од 95 м.